# Істаравшан
Істаравшан (до 2000 року — Ура-Тюбе (Уротеппа)) — місто у Таджикистані. Центр Істаравшанської нохії, одне з найстаріших міст країни та світу — його вік перевищує 2500 років.

## Географія
Істаравшан розташований на півночі Таджикистану у передгір'ях Туркестанського хребта. Відстань від обласного центру — Худжанда 78 кілометрів. Місто розташовано на висоті 1000 метрів над рівнем моря. Клімат м'який, зима — багатосніжна, літо не гаряче, сухе.

### Клімат
Місто знаходиться у зоні, котра характеризується вологим континентальним кліматом з теплим літом. Найтепліший місяць — липень із середньою температурою 25.3 °C (77.5 °F). Найхолодніший місяць — січень, із середньою температурою -1 °С (30.2 °F).
| Клімат Істарафшана      | Клімат Істарафшана | Клімат Істарафшана | Клімат Істарафшана | Клімат Істарафшана | Клімат Істарафшана | Клімат Істарафшана | Клімат Істарафшана | Клімат Істарафшана | Клімат Істарафшана | Клімат Істарафшана | Клімат Істарафшана | Клімат Істарафшана | Клімат Істарафшана |
| Показник                | Січ.               | Лют.               | Бер.               | Квіт.              | Трав.              | Черв.              | Лип.               | Серп.              | Вер.               | Жовт.              | Лист.              | Груд.              | Рік                |
| Середня температура, °C | −1                 | 0,8                | 6,8                | 13,6               | 18,3               | 23,2               | 25,3               | 23,5               | 18,6               | 12,4               | 6,6                | 1,9                | 12,5               |
| Норма опадів, мм        | 67.9               | 72.3               | 104.3              | 103.2              | 74.4               | 15.6               | 9                  | 2.2                | 5.7                | 46.1               | 53.4               | 64.9               | 619                |
| Днів з опадами          | 9,9                | 10,4               | 12,4               | 11,5               | 9,5                | 3,5                | 2,1                | 1,1                | 1,7                | 5,8                | 7,4                | 9,5                | 84,8               |
| Вологість повітря, %    | 70.3               | 68.8               | 63.6               | 59.1               | 51.8               | 39.8               | 38.7               | 40.8               | 43.6               | 54.3               | 61.9               | 69.2               | 55.2               |
| ----------------------- | ------------------ | ------------------ | ------------------ | ------------------ | ------------------ | ------------------ | ------------------ | ------------------ | ------------------ | ------------------ | ------------------ | ------------------ | ------------------ |
| Джерело: Weatherbase    |                    |                    |                    |                    |                    |                    |                    |                    |                    |                    |                    |                    |                    |

## Історія
За письмовими джерелами і деякими археологічними даними відомо, що в VI-IV столітті до нашої ери у зв'язку з розвитком ремесел і торгівлі в осілих середньо азійських областях виникали населені пункти міського типу.
Окрім Самарканду одним з них був Істарафшан, а у минулому Киропіль (Курушкада), названий так за іменем засновника перської держави Кира-Куруша (529-559 рр до нашої ери).
До періоду, коли Олександр Македонський завоював Середню Азію Курушкада був добре укріпленим містом, а в його обороні взяли участь 18 тисяч людей, Александр Македонський зумів його взяти лише хитрістю — саме біля його стін він отримав перше поранення.

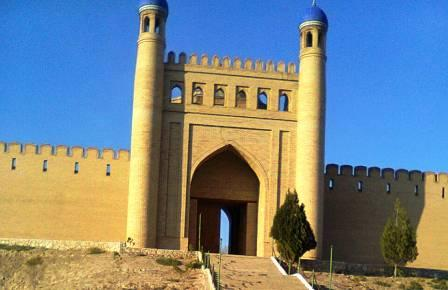
Замок Мугтепа в Істарафшані

Вперше місто під назвою Уротеппа згадується у таджикського історика Абдураззока Самарканді (1413–1482) У його працях описуються події 1409–1410 про прийняті Улугбеком заходи з покарання чи призначення різних осіб, а також що сам хан поїхав в Ура-Тюбе («Уратеппа яйлоки»).
Наприкінці XV століття місто знаходилось під владою тимуридського правителя Султана Махмудхона. У його указі (ярлику), який датований 1449 роком Ура-тюбе названий Уротеппа.
Наприкінці 40-50-х років XVIII століття тут утворилось самостійне Уротеппинське феодальне володіння. Наприкінці XIX століття воно втратило ряд територій, які були захоплені Бухарським та Кокандським ханствами.
2 жовтня 1866 року після штурму міста Уротеппа військами генерала Крижановського місто перейшло під контроль Російської імперії. Наприкінці XIX та на початку XX століття місто залишалось одним з центрів ремесла і торгівлі, садоводства та городництва. Також це був один з центрів виноробства. Після російського завоювання за даними 1871 року у місті було 4 медресе та 19 шкіл, де навчалось 477 учнів.
У 1875 році через місто була прокладена телеграфна лінія, яка з'єднала Ташкент та Самарканд.
Після Жовтневого перевороту почалось встановлення радянської влади у Таджикистані. Міська організація Російської комуністичної партії була створена 15 липня 1918 року.
У 1919 році у місті працювало 8 шкіл, де навчалось 315 учнів, перша десятирічка була збудована у 1929 році. Того ж року з'явились кінотеатр, амбулаторія, електростанція, готель, жіночий клуб, одна семирічка та одна початкова школа. У 1929 році здали в експлуатацію станцію радіомовлення і лінію телеграфу-телефона Уротеппа-Душанбе.
Місцевий завод нарощував виробництва вина, яке представлено марками «Ганчі», «Точікістон».
У 1940 році відкрився міський театр.

## Населення
Населення міста складає 64,3 тисяч осіб.

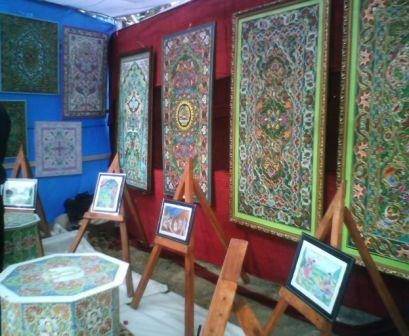
Орнаменти художників Істарафшана

## Ремесло
Істарафшан є одним з найбільших центрів ремесла, зокрема різьби по дереву, гончарних виробів та вичинки шкіри.

## Освіта
Станом на 2001 рік у місті було 62 школа та 44 тисячі учнів, працювало 2880 вчителів.

## Пам'ятки архітектури
Місто багате на древні середньовічні історичні пам'ятки, з них 7 історичних республіканського значення, 14 пам'яток архітектури міського значення, 30 — обласного значення, 59 — республіканського значення, серед яких найважливіші городище Муг-теппа, фортеця Ках-каха, Чилдухтарон, медресе кук-гумбаз, мавзолей Боботаго, Худоера, Бвлямі, Хазраті Шох, ансамбль Сари Мазор, Чоргумбаз, 5 житлових будинків Хайдара Рахматова, Абдулло Шамсиева.

## Спорт
У чемпіонаті Таджикистану місто представляє ФК «Істарафшан», його домашній стадіон розраховано на 15 тисяч місць.